# Margaret Ruthven Lang

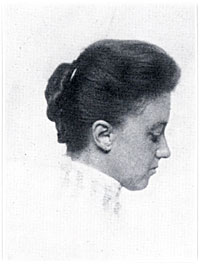
Margaret Ruthven Lang (1912)

Margaret Ruthven Lang (* 27. November 1867 in Boston; † 29. Mai 1972 ebenda) war eine US-amerikanische Komponistin.

## Leben und Werk
Die Tochter von Benjamin Johnson Lang studierte Violine bei Ludwig Abel und Viktor Gluth in München sowie Komposition bei John Knowles Paine, George Chadwick und James Cutler Dunn Parker in Boston. Sie lebte als Musiklehrerin und freie Komponistin in Boston.
Ihre Dramatic Overture kam 1893 mit dem Boston Symphony Orchestra unter Arthur Nikisch zur Uraufführung und gilt als das erste Orchesterwerk einer Frau, das von einem professionellen US-Sinfonieorchester gespielt wurde. Bekannt wurde Lang vor allem durch ihre Klavierwerke und über zweihundert Lieder – zu den beliebtesten zählte Irish Love Song, ein Lied, das von seinerzeit bekannten Sängerinnen wie Ernestine Schumann-Heink und Alma Gluck auf Schallplatte aufgenommen wurde. Neben drei Ouvertüren komponierte sie außerdem eine Kantate, Chorwerke, ein Streichquartett und Werke für Violine. 1919 gab sie das Komponieren auf, um sich der Pflege ihrer Mutter zu widmen.